# خربة التبانة
خربة التبانة يُشار إليها أحيانًا من قبل الجغرافيين التاريخيين باسم تمنة يهوذا (بالعبرية: תמנה‏)، هي أطلال صغيرة تقع على سلسلة عالية من تلال الخليل، 622 متر (2,041 قدم) فوق مستوى سطح البحر، على بعد 7 كيلومتر جنوب شرق بيت نتيف.
يُعتقد أن الموقع كان يحمل في السابق اسم تمنة (تمييزًا عن موقع تل البطش-تمنة المرتبط بقصة شمشون التوراتية في سفوح جبال الخليل السفلى على طول وادي الصرار). تقع خربة التبانة أو تمنة على سلسلة من التلال الجبلية العالية التي ترتفع من وادي السنط، ويُعتقد أن حادثة يهوذا وثامار قد حدثت فيها.

## معرض الصور

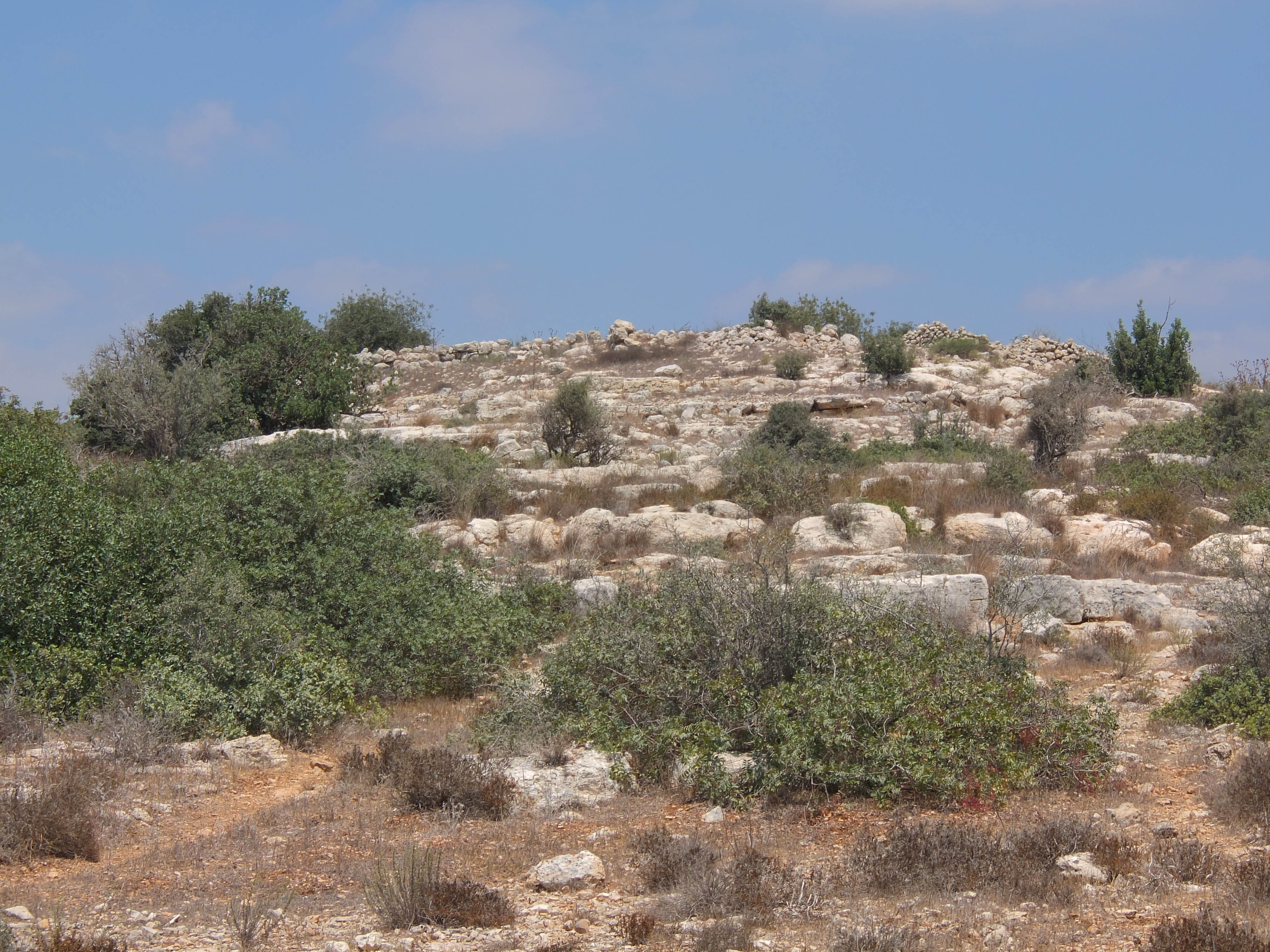
خربة التبانة
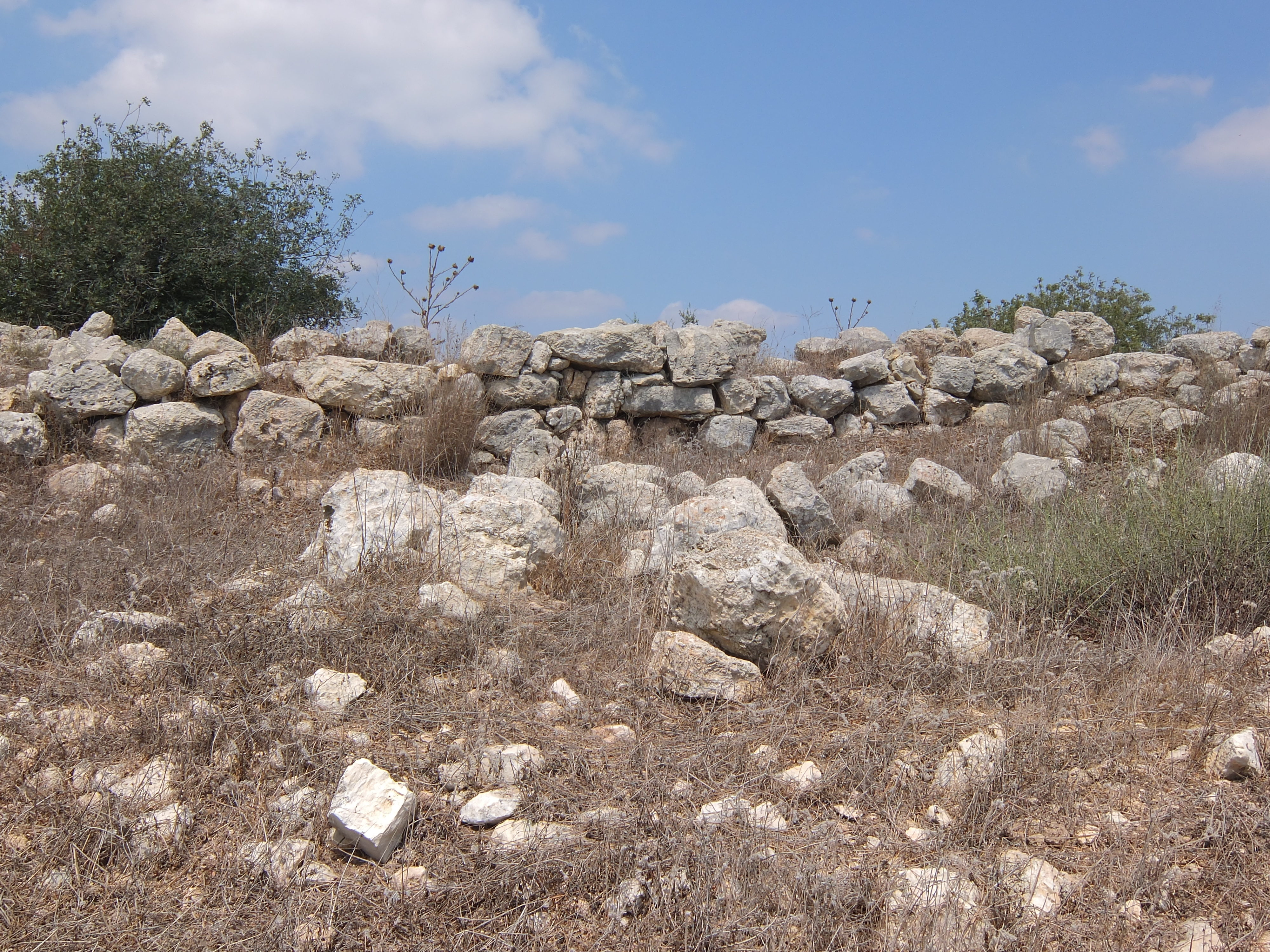
أسوار تمنة
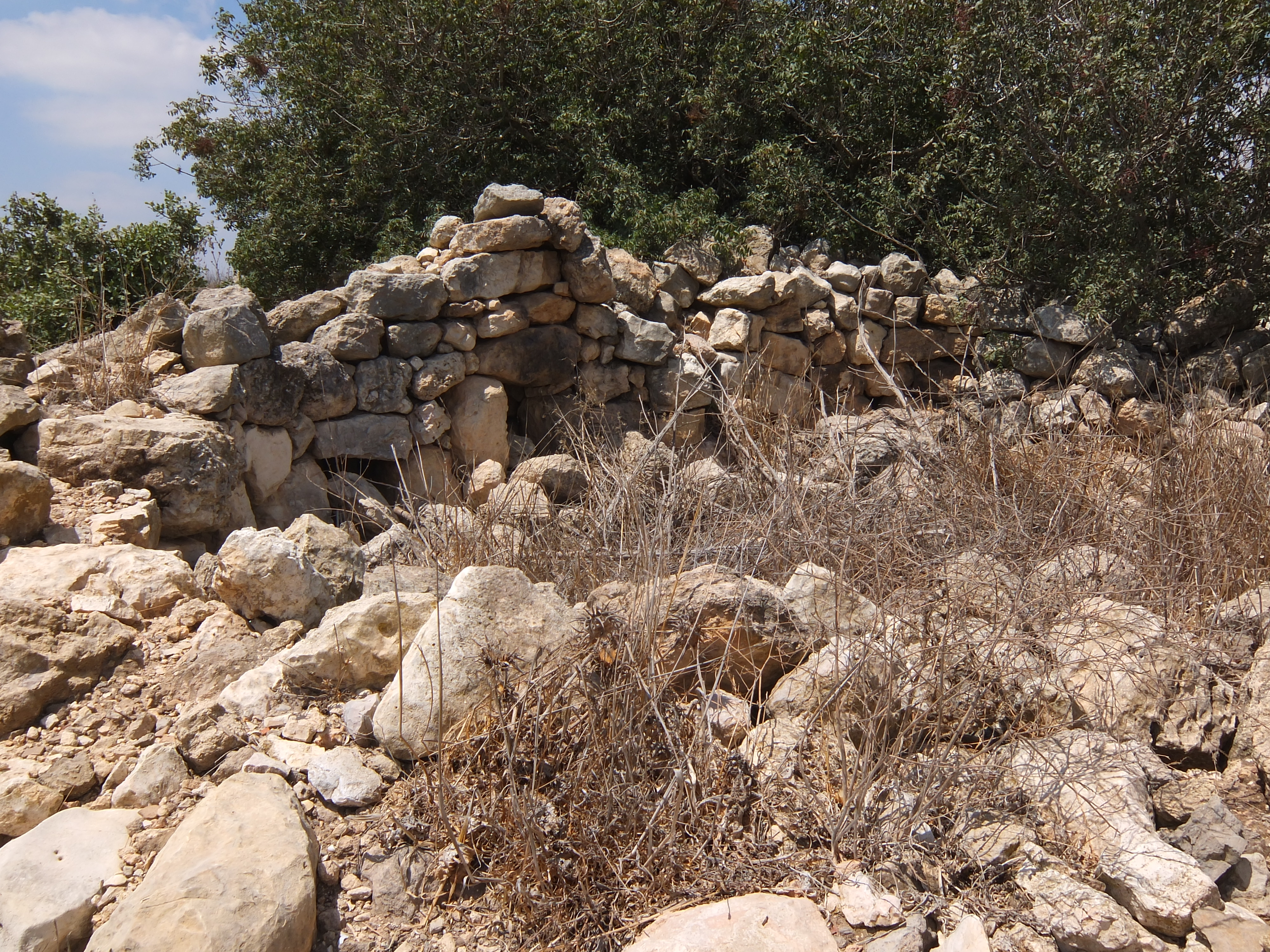
اطلالة عامة
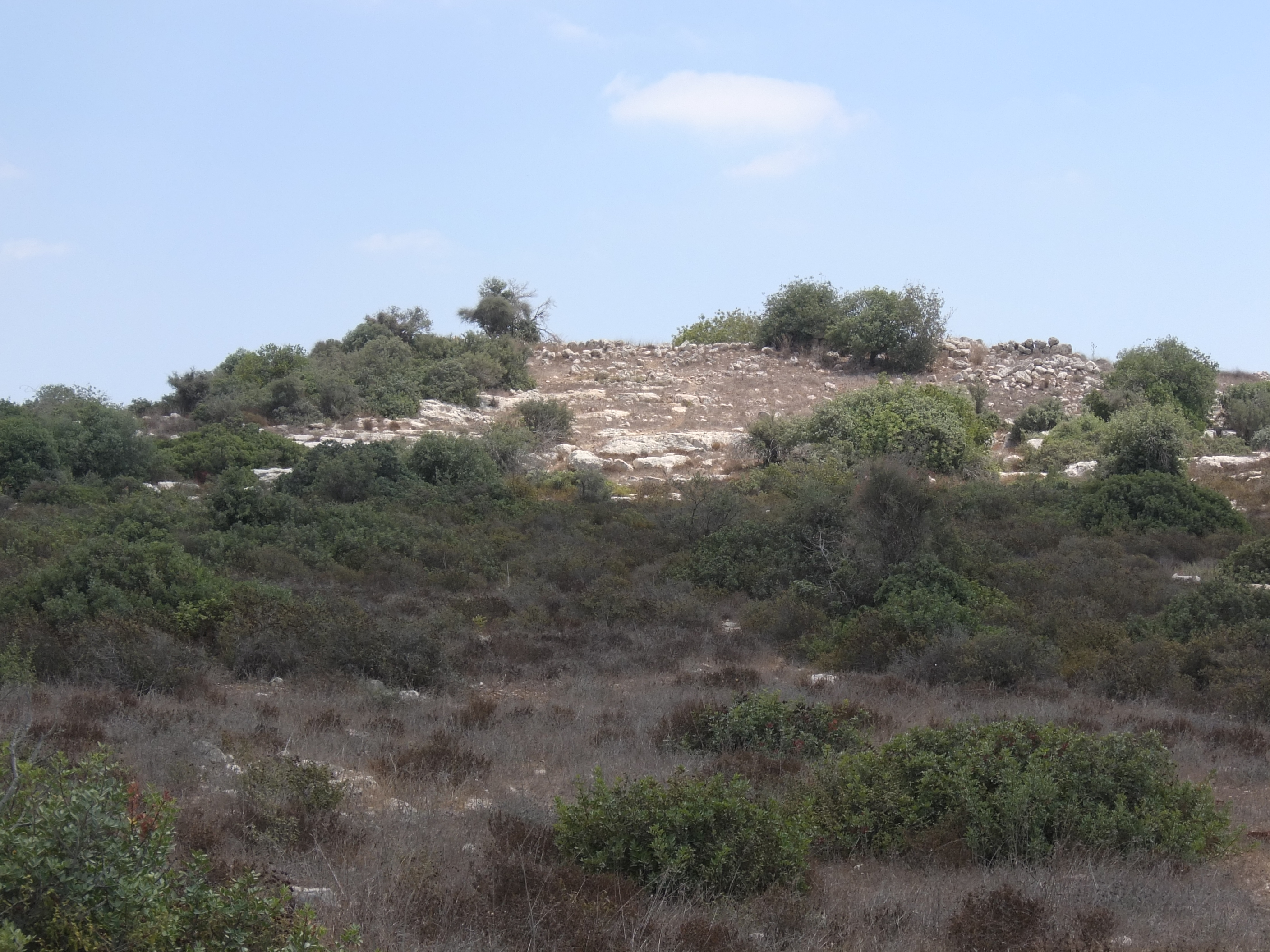
تمنة يهوذا
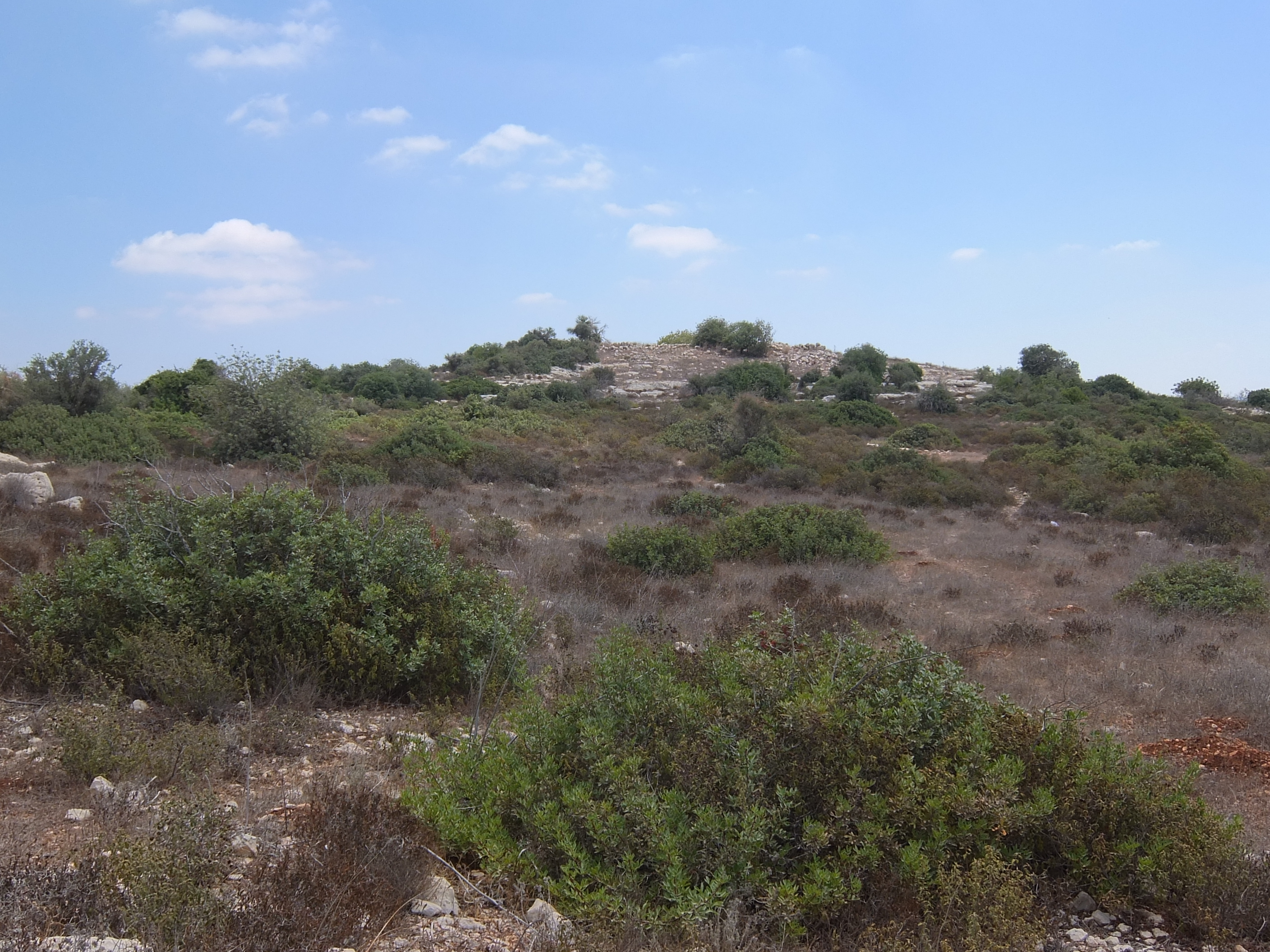
خربة التبانة
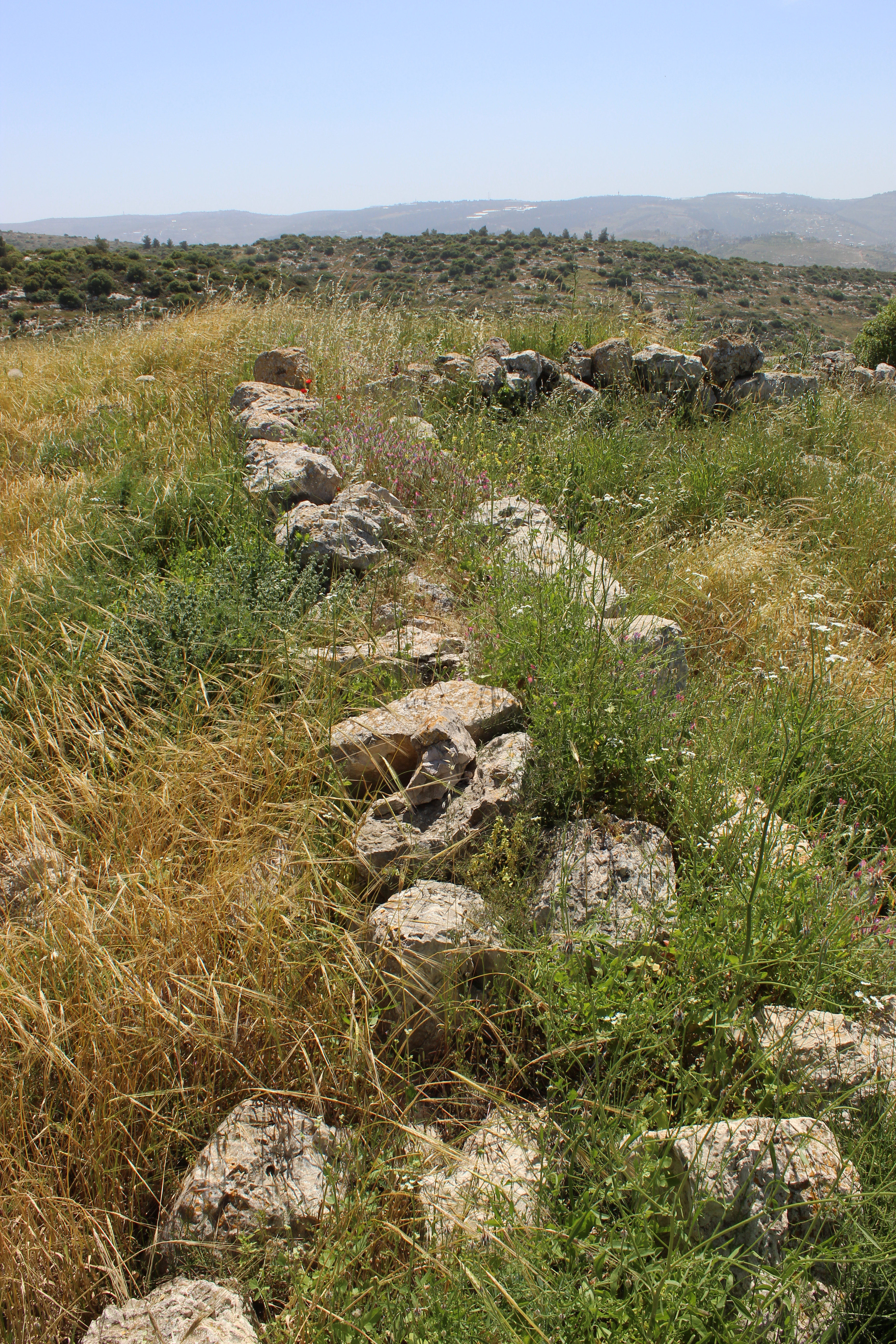
بقايا هيكل في خربة التبانة
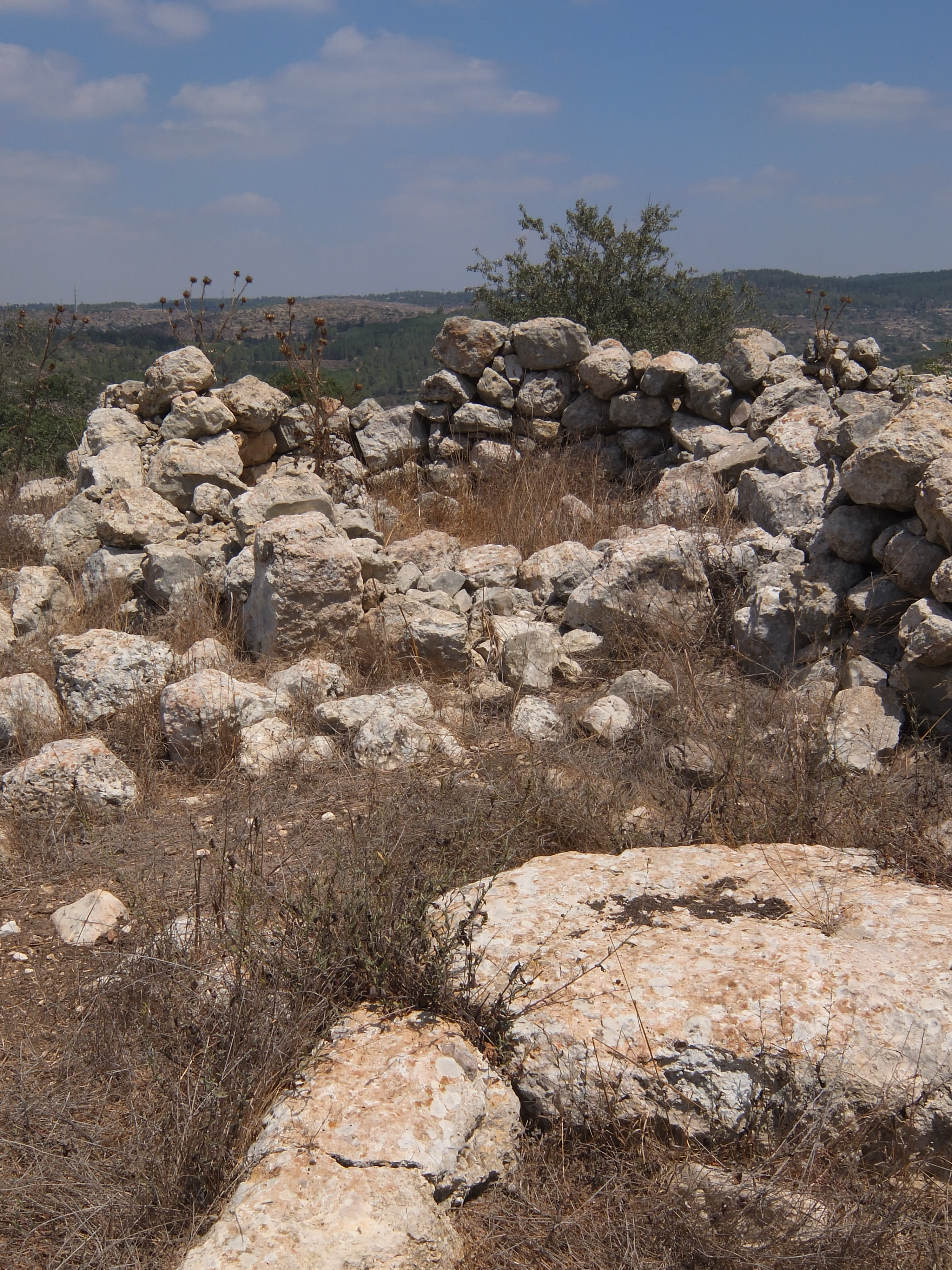
خربة تمنة (التبانة)
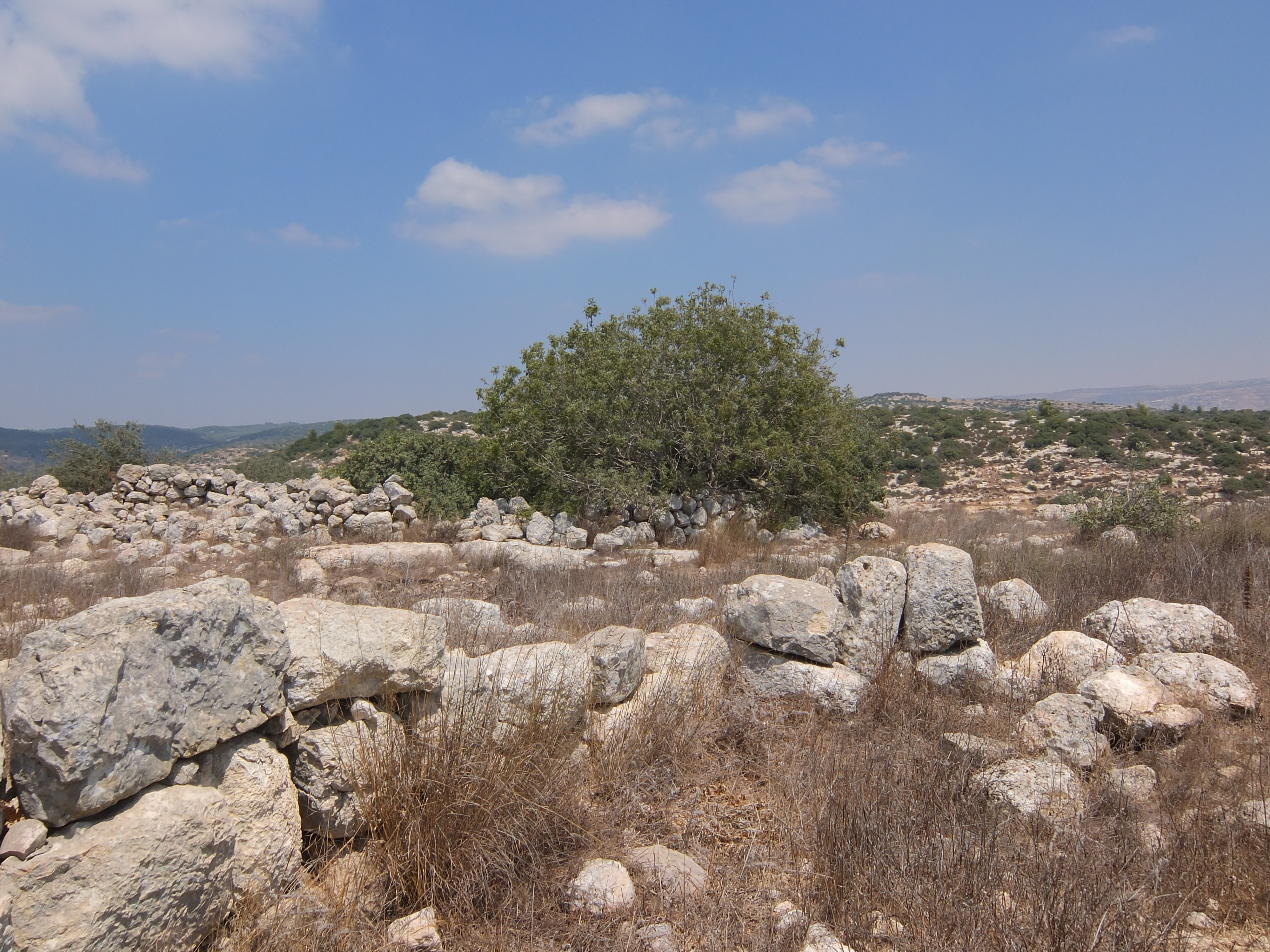
الموقع في خربة التبانة
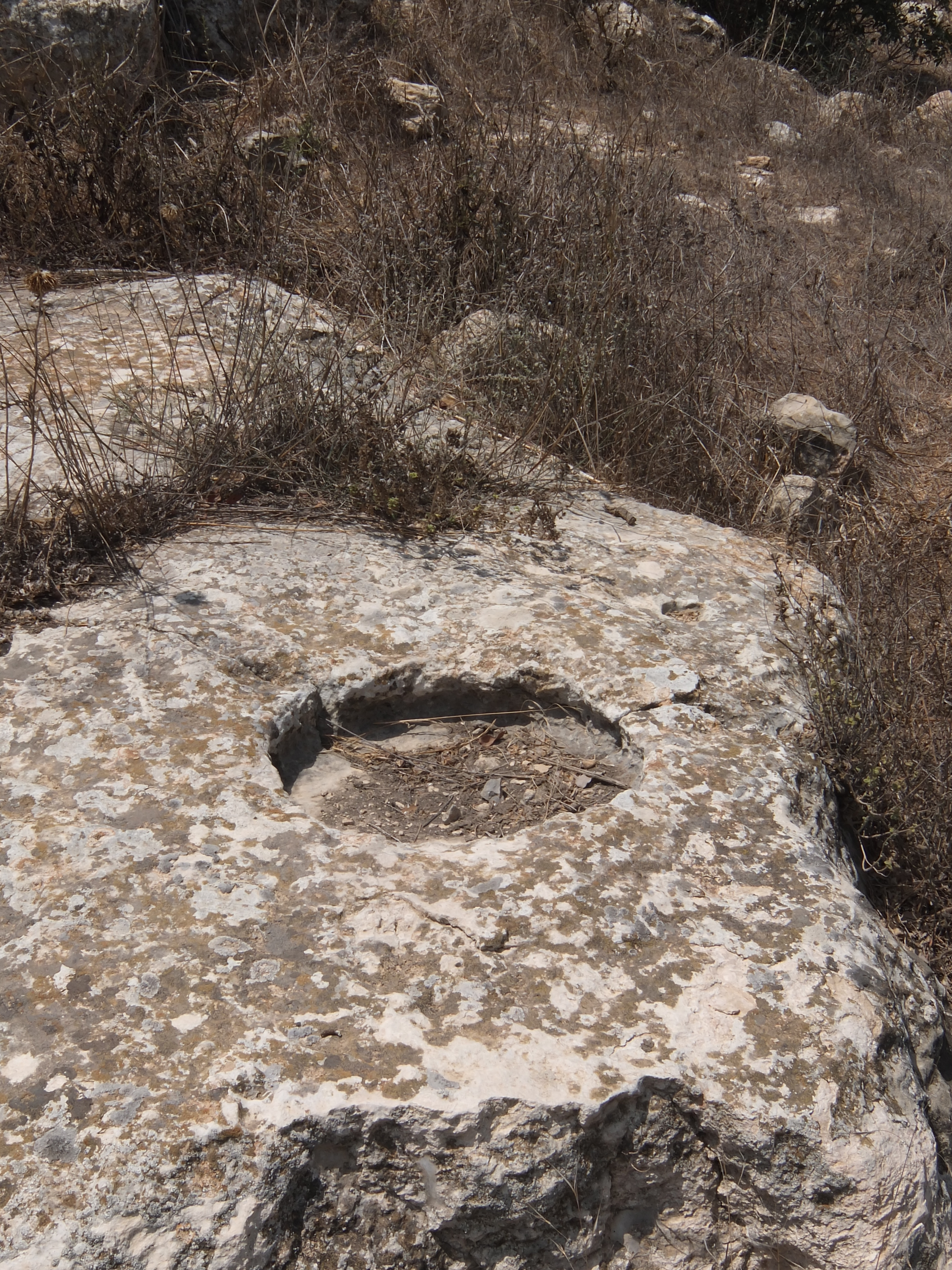
حجر في خربة التبانة
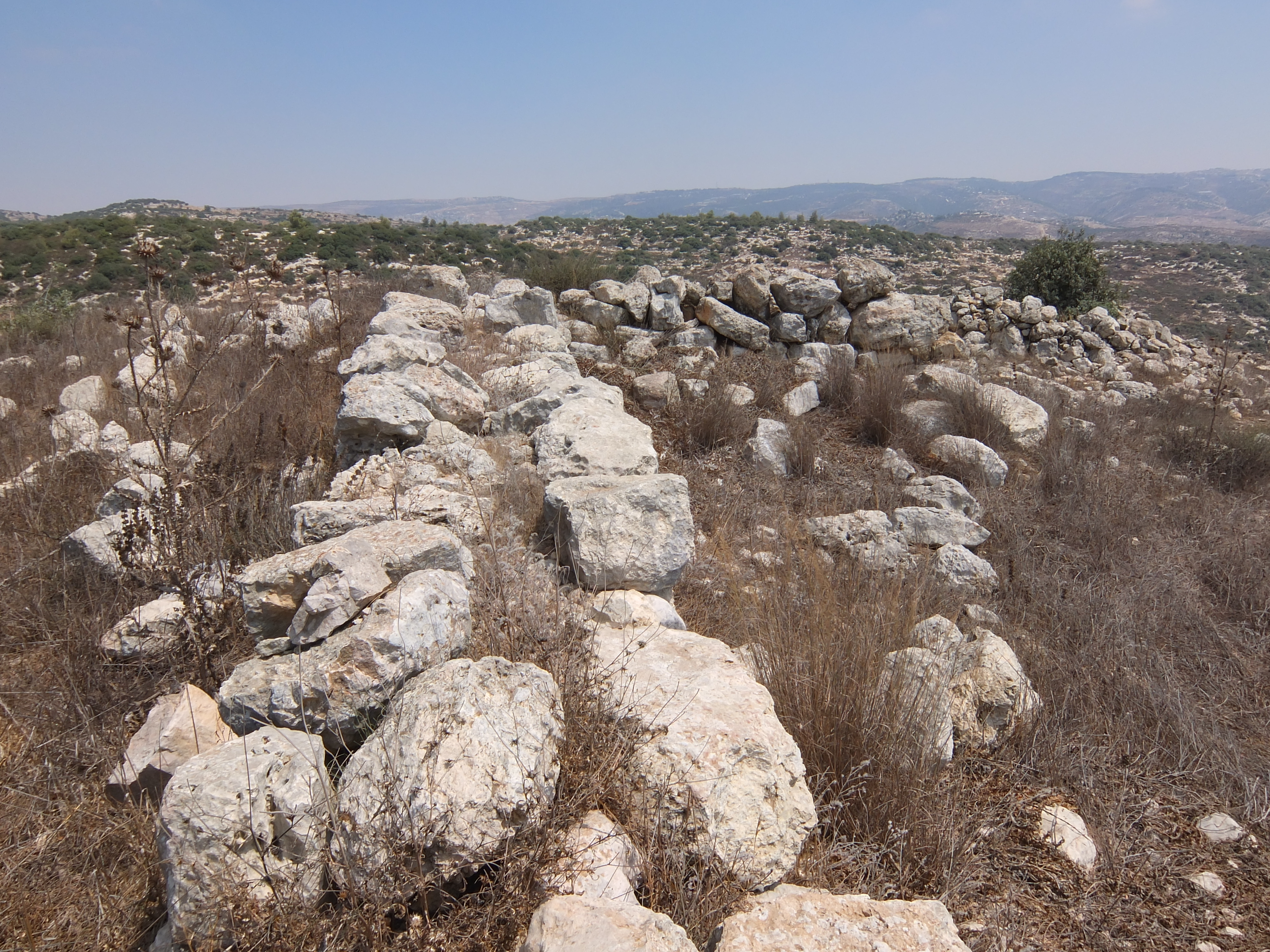
جدار في خربة تمنة
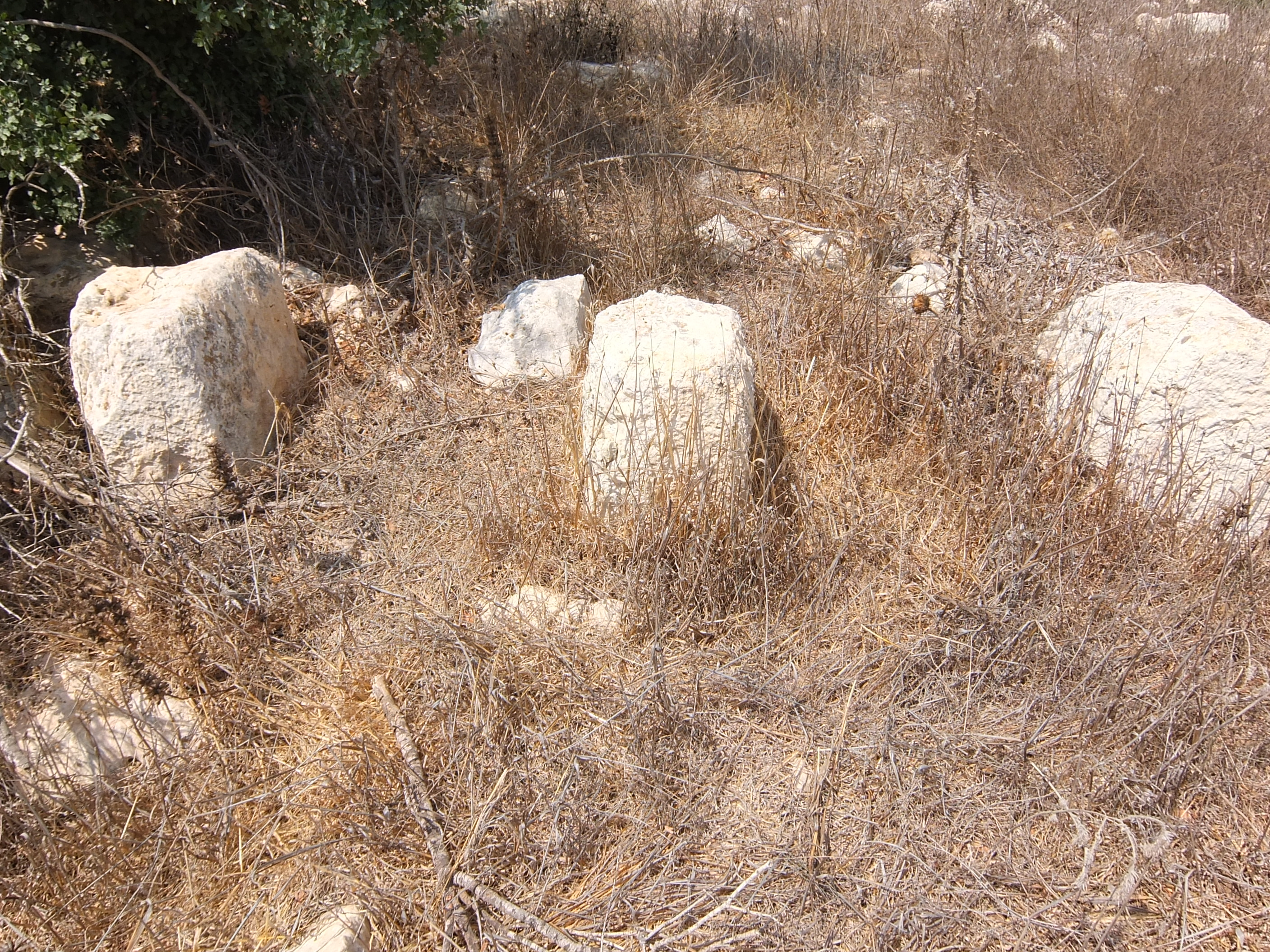
ثلاثة أساس من الحجارة
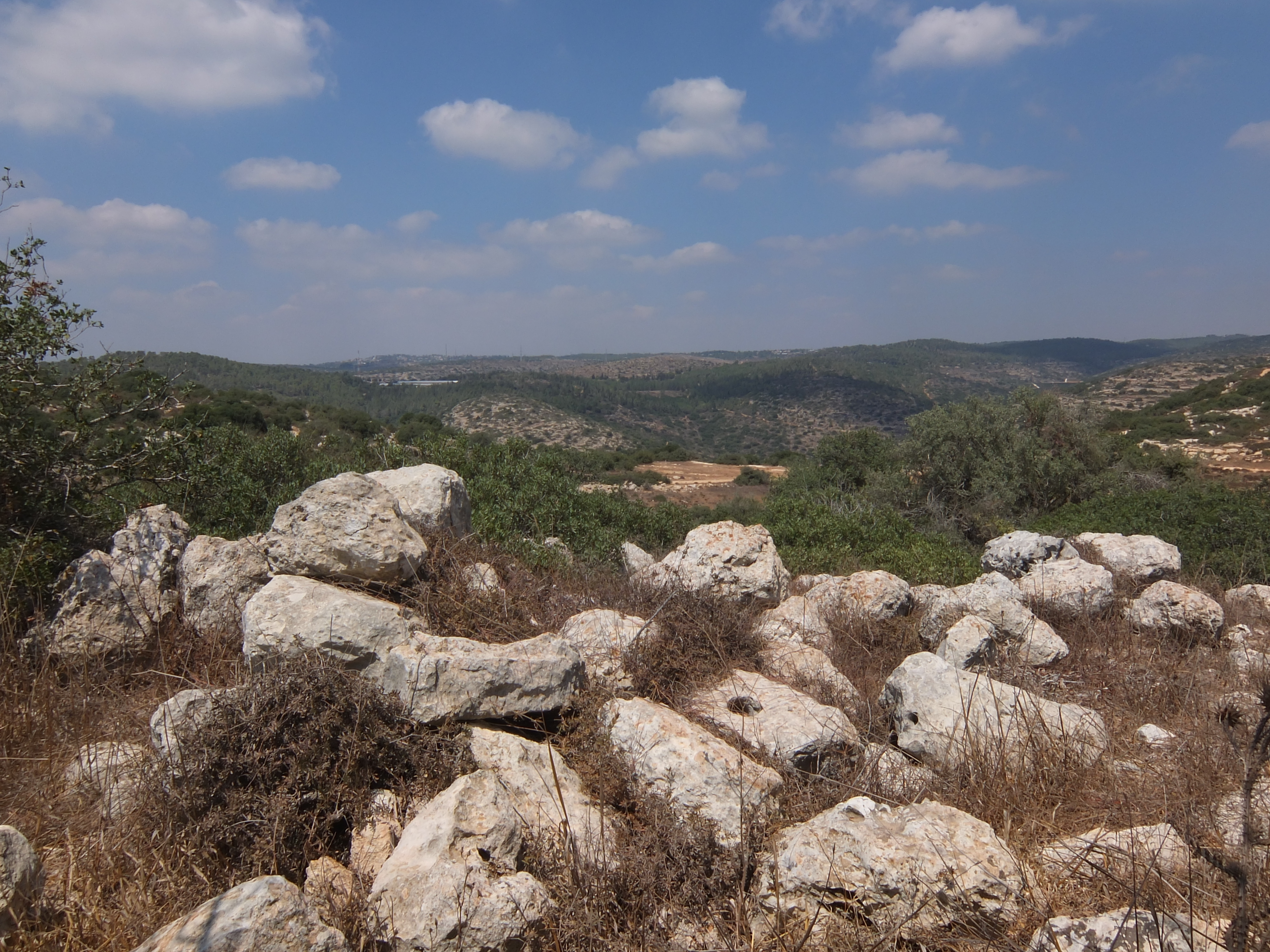
منظر يطل على الشمال من الخربة
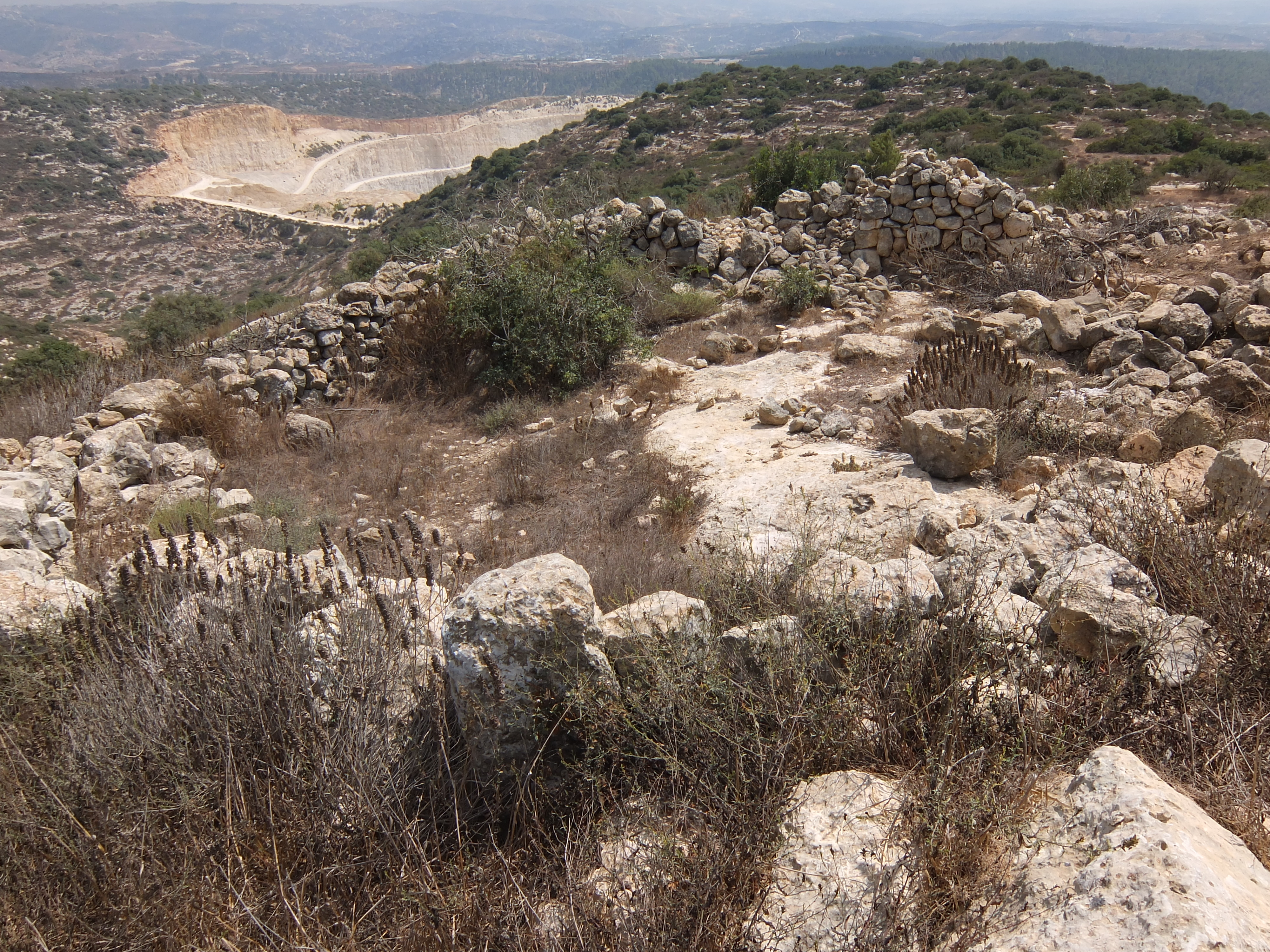
منظر يتجه نحو الجنوب
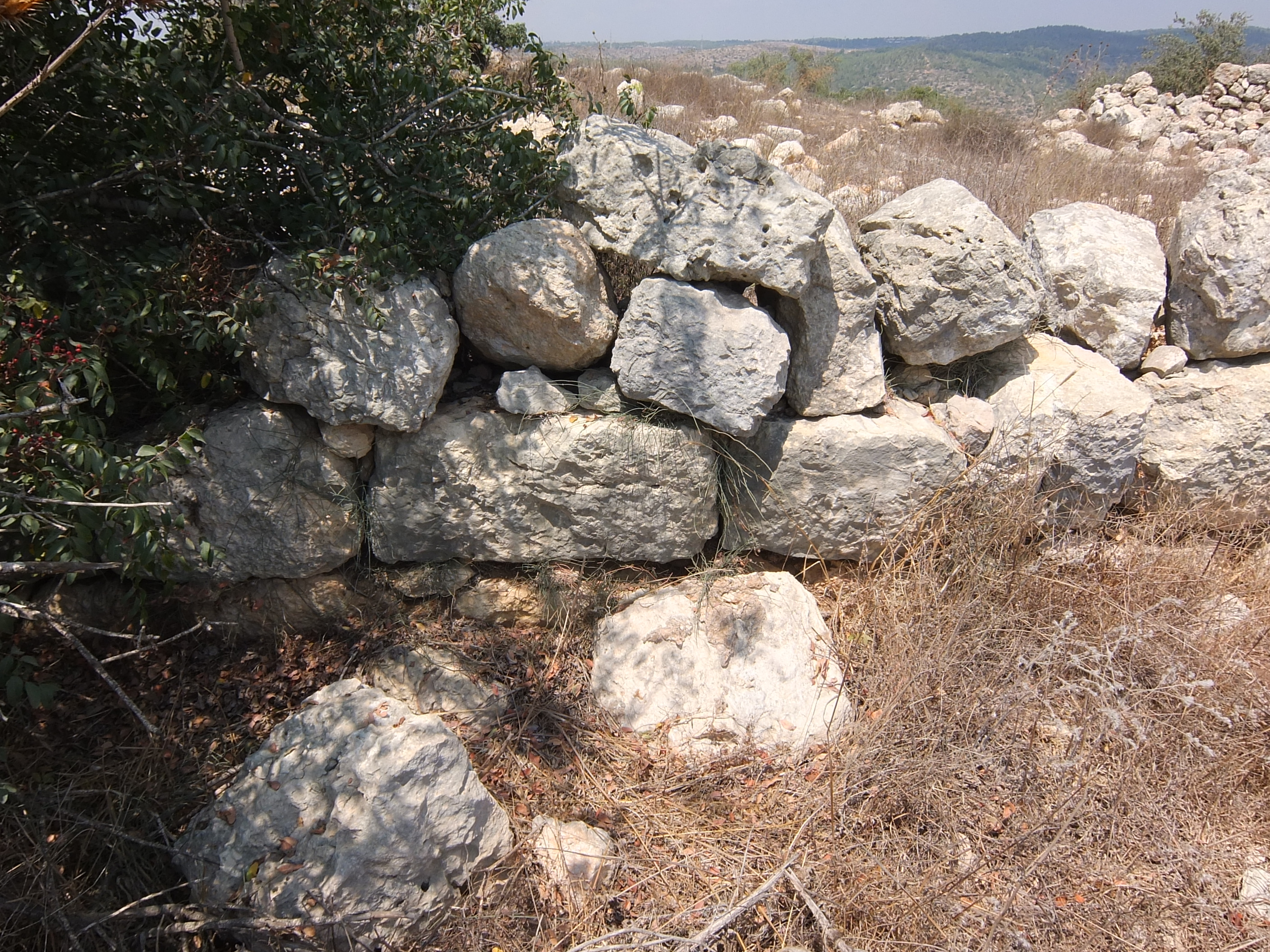
هيكل مسور